# Snorri Hjartarson
Snorri Hjartarson (* 22. April 1906 in Hvanneyri; † 27. Dezember 1986 in Reykjavík) war ein isländischer Schriftsteller.
Er studierte Bildende Kunst zunächst in Kopenhagen und ab 1931 an der Kunstakademie in Oslo. 1936 kehrte er nach Island zurück und war ab 1939 in der Stadtbibliothek von Reykjavík angestellt, die er von 1943 bis 1966 auch leitete.
Als Autor debütierte er mit dem norwegischsprachigen Roman Høit flyver ravne 1934, aber der Durchbruch gelang ihm mit seinen isländischsprachigen Gedichtsammlungen, von denen zwischen 1944 und 1979 nur vier erschienen. Im Gegensatz zu den modernistischen, sogenannten „Atomdichtern“ blieb er den traditionellen Formen isländischer Lyrik treu und hantierte mit Variationen der vorgegebenen Versmaße.
Er erhielt für die letzte Gedichtsammlung Hauströkkrið yfir mér 1981 den Literaturpreis des Nordischen Rates.

## Bibliografie
- 1934 Høit flyver ravnen. Roman
- 1944 Kvæði. Gedichtsammlung
- 1945 Sol er a morgun. Kvædasafn fra atjandu öld fyrri hluta nitjandu aldar
- 1952 Á Gnitaheiði. Gedichtsammlung
- 1966 Lauf og stjörnur. Gedichtsammlung
- 1979 Hauströkkrið yfir mér. Gedichtsammlung
- 1992 Kvæðasafn